# Cum non solum

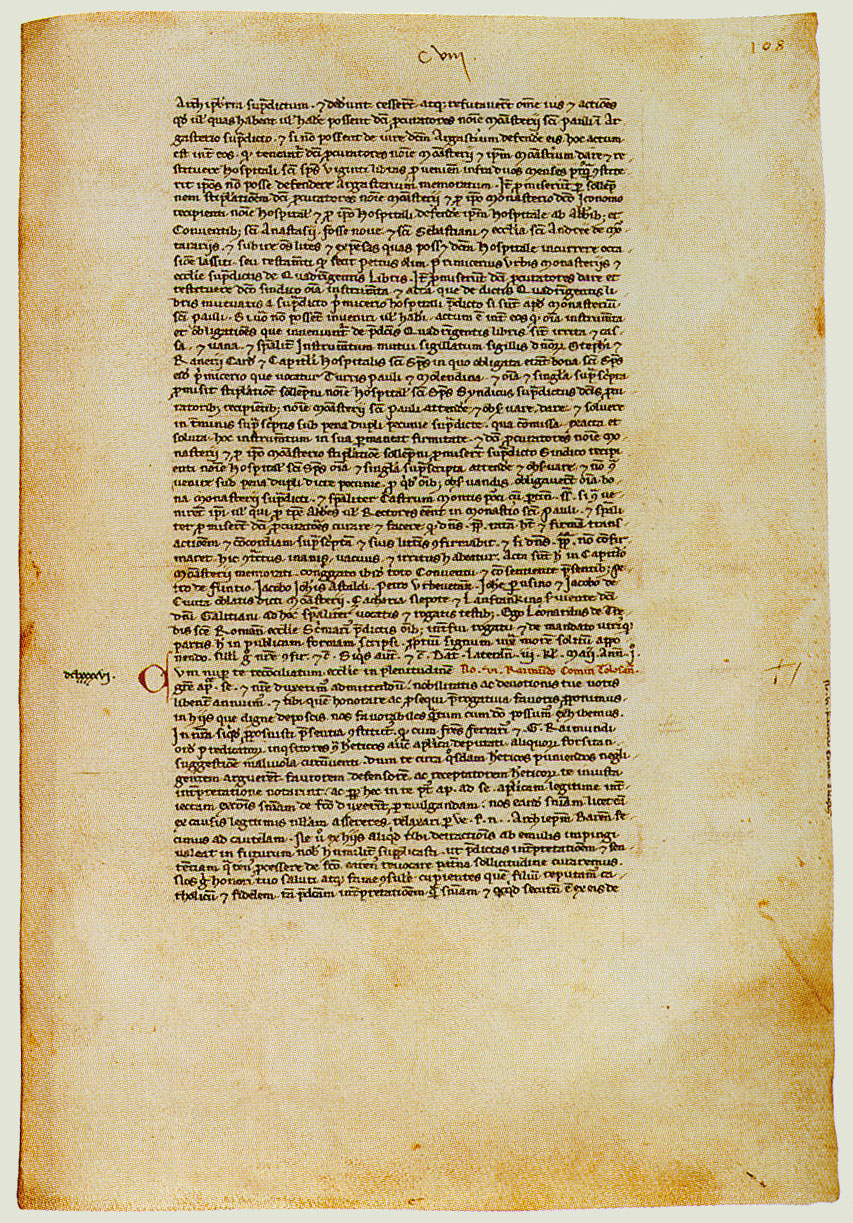
Carta de

Cum non solum foi uma carta escrita pelo papa Inocêncio IV (r. 1243–1254) aos mongóis em 13 de março de 1245. Nela, apela aos mongóis para desistirem de atacar os cristãos e outras nações, e indaga sobre as futuras intenções dos mongóis. Inocêncio também expressa um desejo de paz (possivelmente sem saber que, no vocabulário mongol, "paz" é sinônimo de "sujeição"). Esta mensagem foi levada pelo franciscano João de Plano Carpini, que alcançou com sucesso a capital mongol de Caracórum, onde viu a eleição (curultai) do novo grão-cã Guiuque Cã (r. 1246–1248) em 24 de agosto.